# Ходосовское городище
Ходосо́вское городище (Большое) — самое северное из больших городищ Днепровского Правобережья. Находится в Обуховском районе (ранее Киево-Святошинский район) Киевской области Украины.

## Описание
Городище находится южнее села Ходосовки, на правом берегу Днепра. Городище делится на две части правым притоком Днепра рекой Вита. Валы городища в виде двух подков охватывают русло этой реки. Правая часть более высокая располагается в южной части мыса, высота которого над поймой Днепра более 80 м. Городище обследовалось в 1947 году И. В. Фабрициус и Е. Ф. Покровской. Небольшие раскопки проводили в 1950 году Е. В. Махно, в 1976 году — Е. А. Петровская и Е. В. Максимов. Городище в плане имеет неправильную прямоугольную форму, его размеры 140×80 м. С западной стороны сохранились остатки укреплений в виде двух параллельно идущих валов со сгоревшими деревянными конструкциями внутри и двух рвов. С северной стороны прослеживаются следы эскарпа. Въезд на городище располагался с северо-западной стороны. При раскопках в южной части найдены хозяйственные сооружения, обломки керамики (горшки, черпаки, миски, корчаги), железный серп раннескифского времени VІ—V веков до н. э. и остатки наземных жилищ зарубинецкой культуры I века до н. э. — I века н. э..
К юго-западу от Ходосовского городища (Большого) находится небольшое Малое Ходосовское городище, которое датируется также VI—V веками до н. э..